# Pierre-Sylvain Filliozat
Pour les articles homonymes, voir Filliozat.
Pierre-Sylvain Filliozat, né le 15 février 1936 à Neuilly-sur-Seine et mort le 28 décembre 2024 à Paris,, est un indianiste, historien et universitaire français.

## Biographie
Fils du célèbre indianiste Jean Filliozat, Pierre-Sylvain Filliozat est baigné depuis l'enfance dans l'atmosphère des études indiennes et particulièrement sanskrites. Il obtient en 1959 un diplôme de hindi à l'École nationale des langues orientales vivantes, puis en 1962 un diplôme de l'École pratique des hautes études avec un mémoire sur « Le Pratâparudrîya de Vidyânâtha » sous la direction de Louis Renou. Il est membre de l'École française d'Extrême-Orient de 1963 à 1967. Par la suite, de 1967 jusqu'à aujourd'hui[Passage à actualiser], il est directeur d'études de sanskrit à l'École pratique des hautes études, IVe section. Il est également, depuis 1998, membre associé du Centre d'histoire des sciences et des philosophies arabes et médiévales.
Professeur émérite, il est membre de la Société asiatique et membre honoraire du Centro piemontese di Studi sul Medio ed Estremo Oriente. Il est élu membre de l'Académie des inscriptions et belles-lettres, au fauteuil laissé vacant par Raymond Bloch. Il préside l'académie en 2010.
Le 25 mars 2015, à New Delhi, le président de l'Inde, Shri Pranab Mukherje, lui remet le prix dénommé Samskritavânmaye naipunyâya shâstre ca pandityâya Pramânapatra « Lettre de reconnaissance pour habileté dans les lettres sanskrites et érudition en science », en reconnaissance de ses travaux sur la langue et la littérature sankrites.

## Principales publications
- Le Pratâparudrîya de Vidyânâtha avec le commentaire Ratnâpana de Kumârasvâmin (traduction, introduction et notes), Pondichéry, Institut français d'Indologie, 1963
- Œuvres poétiques de Nîlakantha Dîksita (traduction et notes), Pondichéry, Institut français d'indologie, 1967
- Le Mahâbhâsya de Patañjali avec le Pradîpa de Kaiyata et l'Uddyota de Nâgesa (traductions et notes), 6 vol., Pondichéry, Institut français d'indologie, 1975-1984
- Hampi-Vijayanagar. The temple of Vithala (en collaboration avec Vasundhara Filliozat), New Delhi, Sitaram Bhartia Institute of Scientific Research, 1988
- Grammaire sanskrite pâninéenne, Paris, Picard, 1988
- Vedânta Desika, Varadarâjapañcâsat, Bombay, Anantacharya Indological Research Institute, 1991
- Le Tantra de Svayambhû, vidyâpâda, avec le commentaire de Sadyojyoti (édition et traduction) Genève/Paris, Droz, 1991
- Le sanskrit, Paris, PUF (Que sais-je ?), 1992
- The Temple of Muktesvara at Caudadanapura: A Little-Known 12th-13th Century Temple in Dharwar District (en collaboration avec Vasundhara Filliozat), New Delhi, Abhinav Pubns, 1995
- Anquetil Duperron. Voyage en Inde, 1754-1762: relation de voyage en préliminaire à la traduction du Zend-Avesta (édition critique), Paris, Maisonneuve et Larose, 1997
- Dictionnaire des littératures de l’Inde (P.-S. Filliozat, Dir.), Paris, PUF, 2001 [1994]
- Yogabhasya de Vyāsa sur le Yoga Sutra, Paris, Agamat, 2005
- Kālāmukha Temples of Karnāṭaka, Art and Cultural Legacy, Somanātha at Hara ḷahaḷḷi and Kaambeśvara at Raṭṭihaḷḷi (en collaboration avec Vasundhara Filliozat), New Delhi, Indira Gandhi National Centre for the Arts, 2012
- À l'origine des études sanskrites: La Grammatica Sanscritica de Jean-François Pons S.J.. Étude, édition et traduction, Paris, Académie des Inscriptions et Belles-Lettres, 2020

## Décorations
- Chevalier de la Légion d'honneur
- Chevalier de l'ordre national du Mérite
- Commandeur de l'ordre des Palmes académiques